# Браконьерство

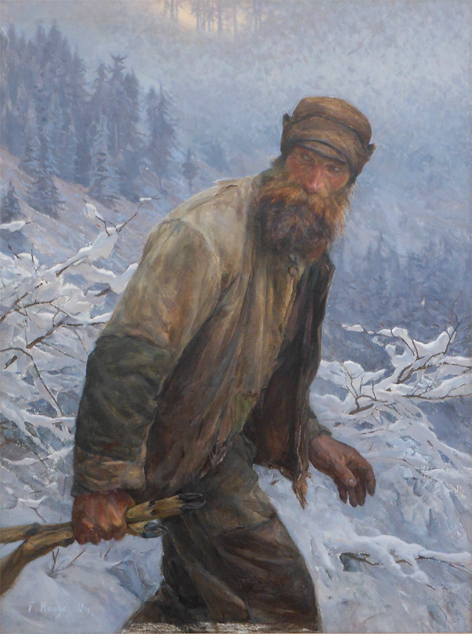
Браконьер Фредерика Ружа (Frédéric Rouge) (1867–1950)

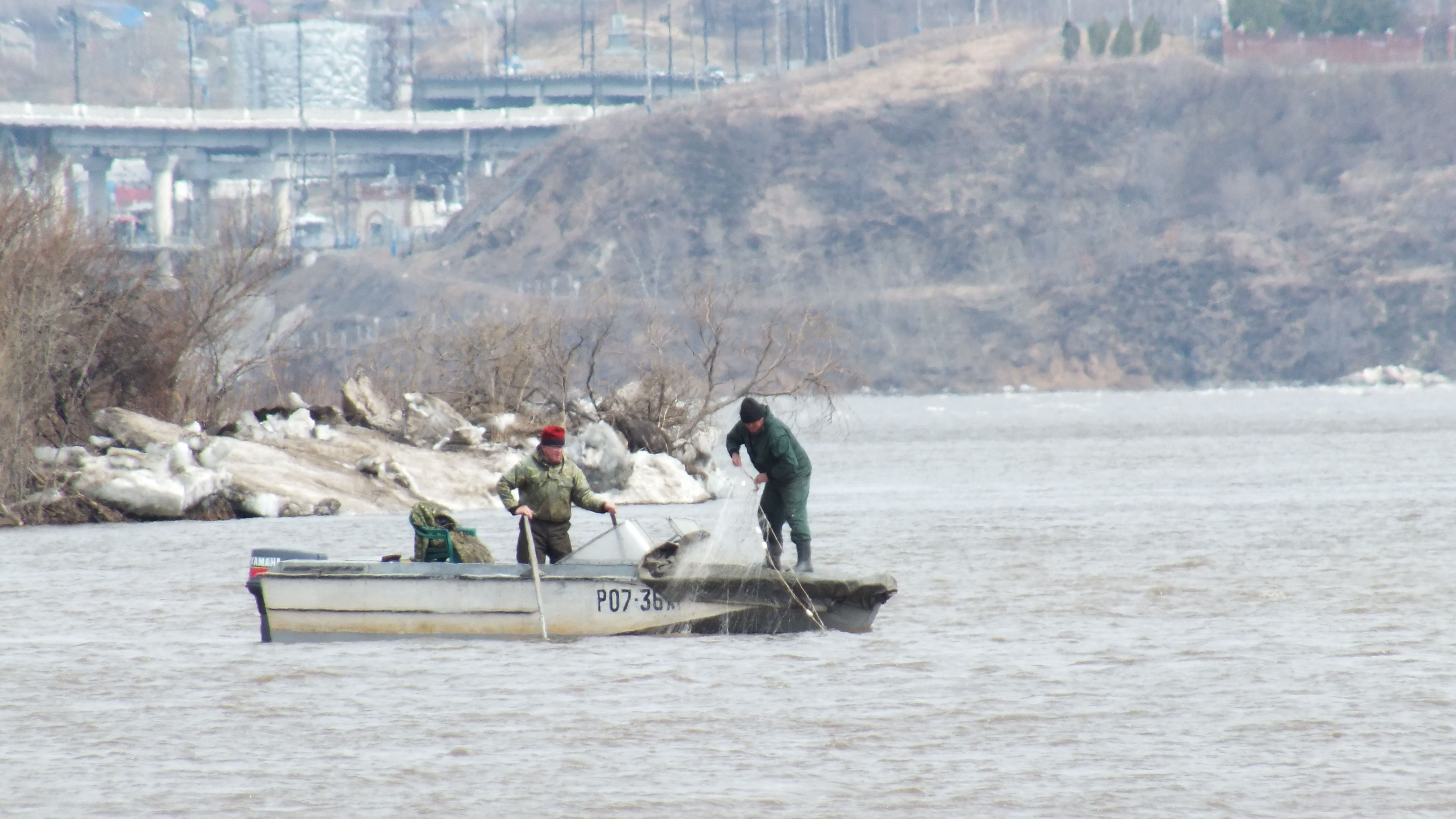
Браконьер выбирает сплавную сеть

Браконье́рство (от фр. braconnier — «браконьер»; первоначально — «псовый охотник»), арх. хищничество — это незаконная охота, отлов или добыча диких животных, рыбы, морепродуктов или растений, обычно связанные с правами на землю. Браконьерство представляет собой серьёзную угрозу для многочисленных диких организмов во всём мире и является важной причиной утраты биоразнообразия.
С 1980-х годов термин «браконьерство» (англ. poaching) начали использовать для обозначения незаконного сбора диких видов растений. Но похищение скота, при его набеге, относят к воровству.

## Последствия браконьерства

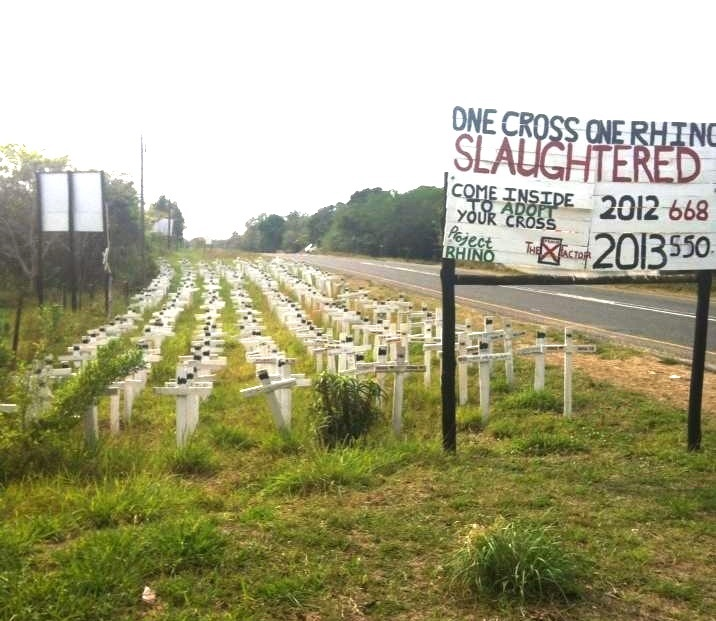
Мемориал, посвящённый носорогам, убитым браконьерами возле устья Сент-Люсии, Южная Африка

Губительное влияние браконьерства включает в себя:
- Дефаунизация лесов: хищники, травоядные животные и питающиеся фруктами позвоночные не могут восстановить численность так быстро, как уменьшается их популяция; когда они исчезают, характер поедания семян и распространения диаспор изменяется; виды деревьев с крупными семенами постепенно начинают доминировать в лесу, а мелкосеменные виды растений локально вымирают[7][8][9]. А среди мелкосемянных растений, которые вышеуказанным образом могут пострадать от браконьерства, могут быть те, которые очень важны как для природы, так и для экономики.
- Сокращение поголовья животных в дикой природе и возможное исчезновение. Уменьшение численности животных в дикой природе и их возможное исчезновение из-за браконьерства может привести к дефициту ресурсов и экономическому кризису из-за их нехватки.
- Эффективная площадь охраняемых территорий снижается, так как браконьеры используют края этих зон[10]. Эффективность ограничений в охоте также может снизиться из-за браконьерства, так как браконьеры не выполняют существующие законы и ограничения на охоту.
- Страдает репутация туризма по дикой природе; занятые в этом бизнесе теряют доходы, сокращаются рабочие места[11].
- Появление зоонозных заболеваний, вызванных передачей очень изменчивых ретровирусов:

- Вспышки вируса Эбола во впадине Конго и в Габоне в 1990-е годы были связаны с разделкой шимпанзе и употреблением их мяса.
- Вспышка SARS в Гонконге в результате контактов и употребления мяса гималайских цивет, енотовидных собак, китайских барсуков и других мелких хищников, которые доступны на рынках диких животных в Южном Китае. Теоретически таким способом могут начаться новые вспышки COVID-19, если браконьеры убьют и съедят животных, заражённых этой болезнью.
- Охотники в центральной Африке инфицировали себя Т-лимфотропным вирусом человека через контакт с дикими приматами.
- Результаты исследований на диких шимпанзе в Камеруне показывают, что они натуральным образом инфицированы обезьяньим пенистым вирусом и являются носителями ВИЧ-1.

## Мотивы

### Общий обзор мотивов
Также мотивами браконьерства может быть потребность в ресурсах, добычу которых осуществляют за счёт видов, занесённых в Красную книгу и/или их не разводят ради этих ресурсов. Например, крупные акулы стали редкими, потому что на них охотятся ради акульих плавников, которые являются ингредиентом знаменитого китайского деликатеса. Многие виды становятся объектом браконьерства, потому что они являются вредителями. Например, утка-клоктун любит кормиться на полях, отчего её истребляли как вредителя и она стала редким видом со стремительно сокращающейся численностью. А некоторые виды стали редкими из-за того, что их ошибочно считают злостными врагами людей. Например, снежный барс (ирбис) и филин сильно пострадали от того, что их считали опаснейшими хищниками — за их убийство даже полагалась премия. Те же крупные акулы стали объектом браконьерства и сильно пострадали не только из-за охоты ради акульих плавников, но и из-за распространённого стереотипа о том, будто акулы являются кровожадными людоедами (на самом деле среди акул лишь немногие редкие виды нападают на людей, да и то очень редко. Это связано, в основном, с путаницей с тюленями. Акула не станет есть человечину, а выплюнет её (она недостаточно жирна для акулы), но так как акулы охотятся стаями, то каждый её член хочет убедиться, что это не тюлень. Лишь тигровая акула станет убивать людей просто из-за его вторжения на её территорию, но от этого можно спастись за счёт осторожности. От остальных крупных акул можно спастись, нося одежду/акваланг/доску для сёрфинга, которая своим внешним видом даст акулам убедиться, что это не тюлень.
Многие виды стали объектами браконьерства из-за народной медицины (зачастую традиционной китайской медицины). Типичный пример — носороги, которые стали объектом браконьерства и сильно пострадали из-за охоты ради их рогов, которым приписываются чудодейственные целебные свойства (хоть это и опровергнуто учёными), и поэтому они очень дорого стоят. Аналогичное происходит и со слонами в Африке — их убивают ради получения слоновой кости. Многих другие животные также подвергают хищническому уничтожению с целью добывания их частей тела и экспорта в Юго-Восточную Азию.

### Результаты исследований
Социологические и криминологические исследования по браконьерству указывают на это, в Северной Америке люди стремятся к коммерческой выгоде, домашнему потреблению, трофеям, удовольствиям и остроте в убийстве диких животных или потому, что они не согласны с определёнными правилами охоты, требуют традиционного права на охоту или имеют отрицательную склонность к законным полномочиям. В сельских районах Соединённых Штатов основными мотивами браконьерства являются бедность. Интервью с 41 браконьером в бассейне реки Атчафалайя в Луизиане выяснилось, что 37 из них охотятся, чтобы обеспечить себя и свои семьи пищей; 11 заявили, что браконьерство является частью их личной или культурной истории; 9 зарабатывают на продаже пашот[уточнить] для поддержки своих семей; 8 чувствуют возбуждение, перехитрив офицеров охраны.

### Затруднения в сельском хозяйстве и бедность
В сельских районах Африки основными мотивами браконьерства являются отсутствие возможностей трудоустройства и ограниченный потенциал для сельского хозяйства и животноводства. Бедные люди полагаются на природные ресурсы для своего выживания и получают денежный доход за счёт продажи мяса диких животных, что привлекает высокие цены в городских центрах. Части тела животных дикой природы также востребованы для народной медицины и церемоний.

## Борьба с браконьерством

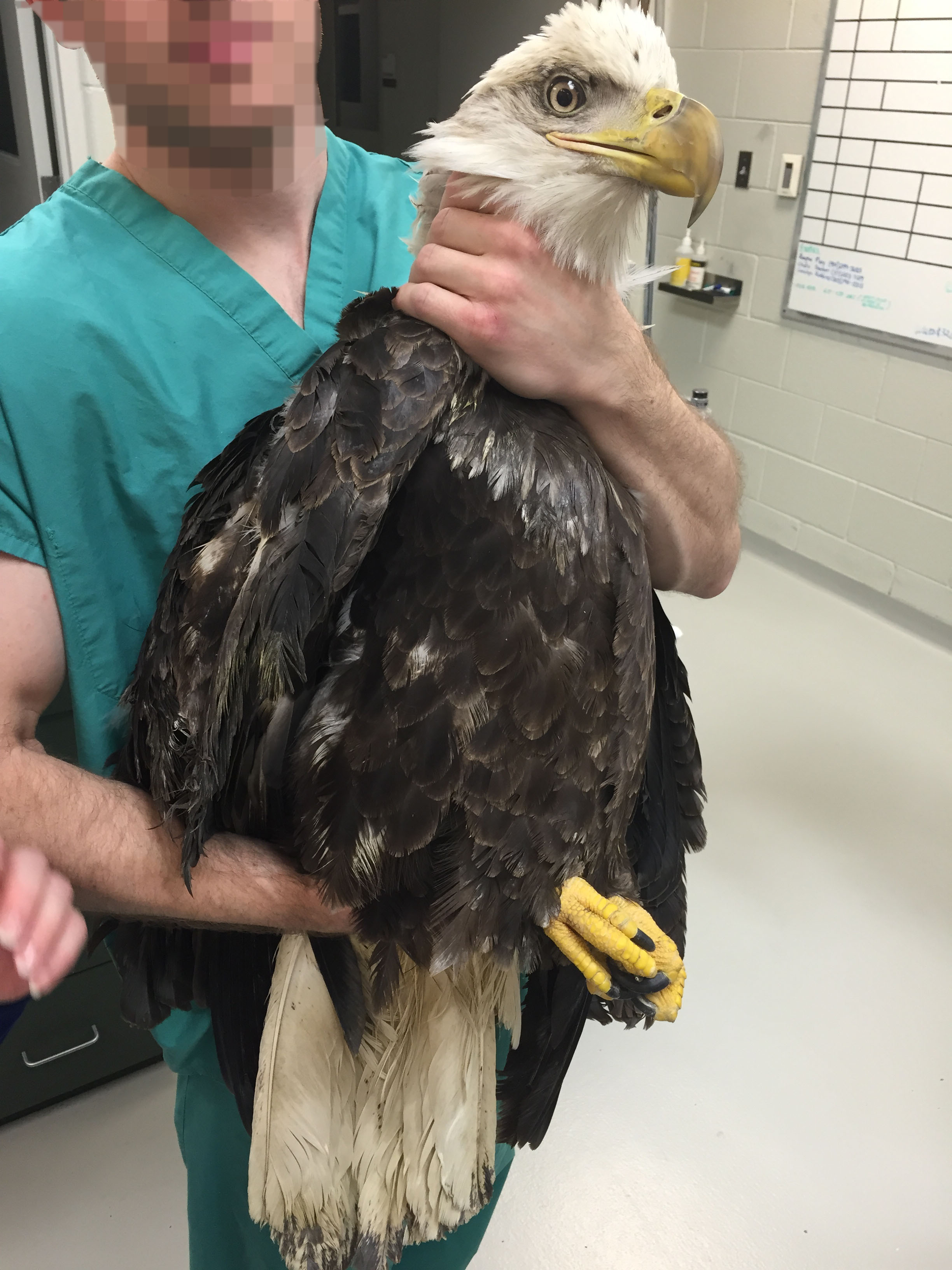
Ветеринары университета Теннесси оказывают медицинскую помощь белоголовому орлану, раненому браконьерами. Федеральные природоохранные органы МВД и власти штата расследуют факт покушения на жизнь заповедной птицы

### Соединенные Штаты Америки
Некоторые лесники используют роботов-приманок, размещённых в зонах повышенной видимости, чтобы вытащить браконьеров для ареста после отстрела приманок. Приманки с робототехникой для имитации естественных движений также используют правоохранительные органы.

## Браконьерство в России

### Проблемы, способствующие развитию охотничьего браконьерства

Браконьерские снасти на реке Цивиль, август 2016

По данным департамента государственной политики и регулирования в сфере охотничьего хозяйства и объектов животного мира Минприроды России ежегодный объём браконьерства оценивают в 18 миллиардов рублей.
1. Согласно существующему законодательству России ведение охотничьего хозяйства возложено на охотпользователя, а охрана охотничьих ресурсов осуществляет охотнадзор субъектов Федерации. Лимиты на отстрел утверждает федеральный орган, а бланки выдаёт субъектовое управление. 

2. Оценку деятельности охотнадзора осуществляют по количеству составленных протоколов и взысканных исков. Получается, что для высокой оценки деятельности охотнадзору требуется большое количество нарушителей, тогда как при идеальной работе охотнадзора протоколов не должно быть вообще. 

3. Силовые структуры России неподконтрольны охотнадзору на территории охотохозяйств. Судей и прокуратуру проверять нельзя, а сотрудники ФСБ и полиции легко прикрываются необходимостью проведения «специальных» операций. 

4. Практика ведения прокурорского надзора и вынесения судебных решений по делам о браконьерстве показывает, что ни те, ни другие не заинтересованы в осуждении виновных. 

5. Законопослушность граждан России снизилась. Безнаказанность порождает вседозволенность.

6. Существующее природоохранное законодательство не позволяет эффективно его применять в условиях охотничьих угодий, особенно на отдалённых территориях. 

7. Природные условия страны, наличие малонаселённых и слабо освоенных территорий способствуют браконьерству.
Браконьерство в ООПТ
В некоторых российских особо охраняемых природных территориях встречаются случаи браконьерства среди инспекторского состава. Например, в национальном парке «Смоленское поозёрье» известен случай задержания сотрудниками ДПС машины инспектора с оружием, собакой и подстреленным им кабаном в багажнике.

### VIP-браконьерство
VIP-браконьерство — получивший распространение в российских СМИ термин, которым обозначают браконьерство, совершаемое высокопоставленными лицами (чаще всего — государственными чиновниками) с использованием своего служебного положения для ухода от ответственности. Самым известным случаем такого рода стала катастрофа Ми-171 на Алтае в 2009 году, случившаяся во время браконьерской охоты на краснокнижных архаров.
По оценке директора департамента государственной политики и регулирования в сфере охотничьего хозяйства и объектов животного мира Берсенева А. Е., в масштабах страны «VIP-браконьерство» — наиболее безвредный тип браконьерства: во-первых, он легко выявляется, во-вторых, такой браконьер при поимке теряет существенно больше, чем приобрёл, вследствие удара по репутации при огласке в СМИ, в-третьих, он весьма немногочислен. Однако с VIP-браконьерством (ВИП-браконьерство) всё же нужно бороться, как и с любым другим видом браконьерства.

### Грибное браконьерство
За сбор некоторых грибов в России предусмотрено уголовное наказание до девяти лет лишения свободы.